# Теди Теума
Теди Теума (роден на 30 септември 1993 г.) е професионален футболист, който играе като полузащитник за Роаял Юнион Сен Жилоаз. Роден във Франция, той представлява националния отбор на Малта.
Теума е от малтийски произход и притежава малтийски паспорт. На 28 август 2020 г. той получава първа повиквателна за националния отбор на Малта. Дебютира за националния отбор през 2020 г. За националния отбор има 25 мача и 2 гола, и двата срещу Естония.
На 15 септември 2022 г. отбелязва първия си гол в голям турнир – Лига Европа. Прави го в Белгия срещу отбора на шведския Малмьо в 69-a минута за 2 – 2. На 13 октомври прави и първата си асистенция в турнира срещу отбора на Брага – в мач, завършил 3 – 3.
Играе с номер 10.